# Eutanyacra pycnopus
Eutanyacra pycnopus là một loài tò vò trong họ Ichneumonidae.